# Фихтвалд
Фихтвалд (њем. Fichtwald) општина је у њемачкој савезној држави Бранденбург. Једно је од 33 општинска средишта округа Елбе-Елстер. Према процјени из 2010. у општини је живјело 703 становника. Посједује регионалну шифру (AGS) 12062134.

## Географски и демографски подаци
Фихтвалд се налази у савезној држави Бранденбург у округу Елбе-Елстер. Општина се налази на надморској висини од 112 метара. Површина општине износи 31,6 km². У самом мјесту је, према процјени из 2010. године, живјело 703 становника. Просјечна густина становништва износи 22 становника/km².